# 帕特里克·奥沃莫耶拉
帕特里克·奥沃莫耶拉（英語：Patrick Owomoyela，1979年11月5日—）是一名已退役德國足球運動員，擔任後衛，2012/13球季後與德甲球會多蒙特解約後曾短暫效力漢堡B隊，亦曾是德國國家足球隊的成員。奧禾莫耶拉的母親是德國人，而父親是尼日利亞人。

## 外部連結
- fussballdaten.de 奧禾莫耶拉數據 （页面存档备份，存于） （德文）